# Louis Ariste
Pour les articles homonymes, voir Ariste et Passerieu.
Jean Passerieu, dit Louis Ariste, né le 25 novembre 1841 à Toulouse et mort le 25 août 1937 à Ax-les-Thermes, est un avocat et journaliste français.
Il ne doit pas être confondu avec un autre journaliste toulousain de la même époque, Jean-Bernard Passerieu.

## Biographie
Né le 25 novembre 1841 au no 17 de la rue Arnaud-Bernard, à Toulouse, Jean-Marie-Jacques Passerieu est le fils de Guillaumette Grandmaison et de François Passerieu, plâtrier.
Avocat, Jean Passerieu s'est surtout consacré au journalisme sous le nom de plume de « Louis Ariste ».
Entre 1864 et 1866, il est le rédacteur en chef d'une revue littéraire servant d'écho parisien à des auteurs de province, La Fraternité, qu'il ouvre à la politique.

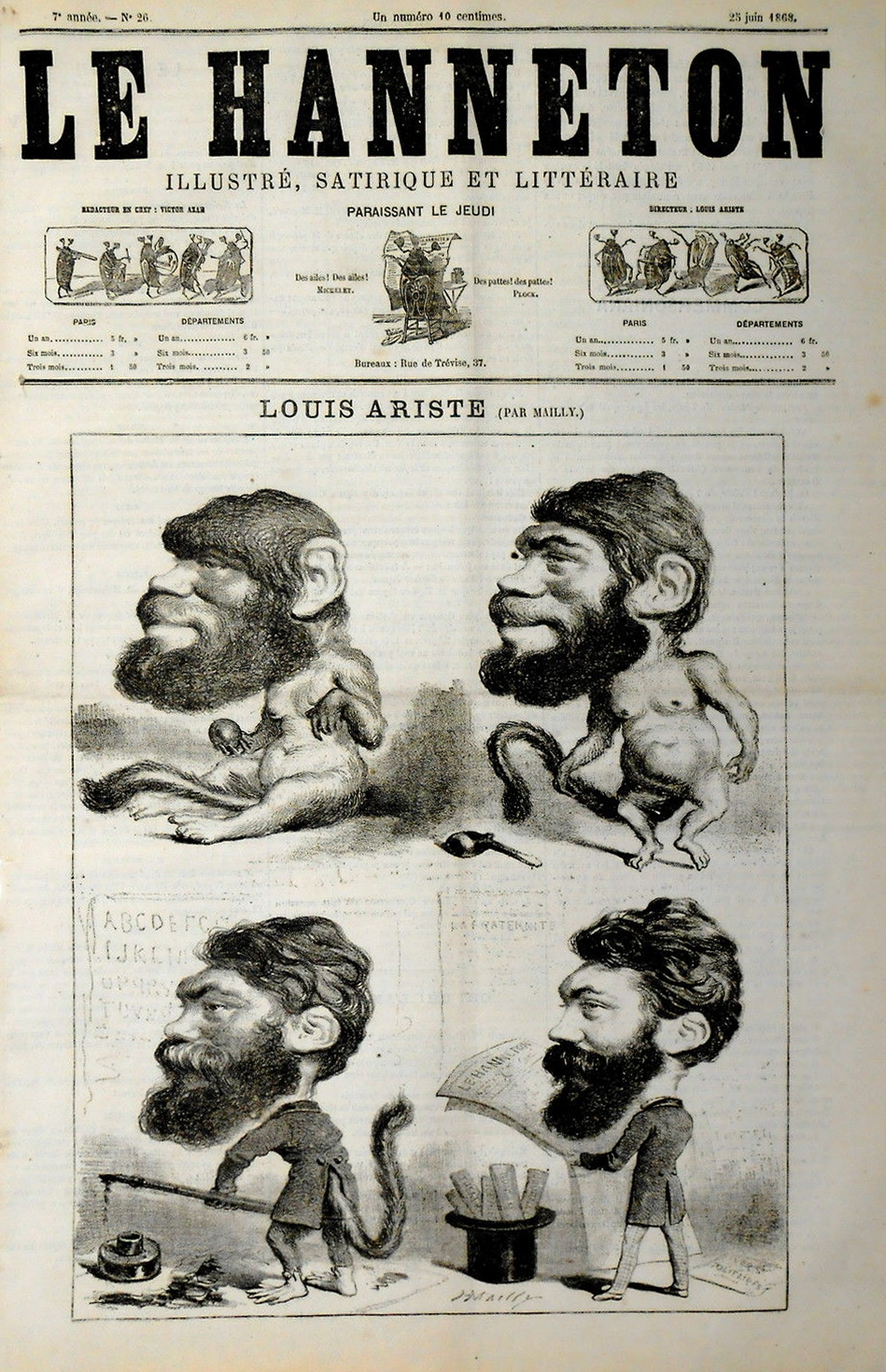
Le Hanneton du 25 juin 1868, avec une caricature de Louis Ariste par Hippolyte Mailly.

En 1868, Louis Ariste devient le directeur-gérant d'un hebdomadaire satirique, Le Hanneton, dont les heurts avec la censure du Second Empire lui valent plusieurs condamnations. Le 19 juin, il écope ainsi d'une amende de 500 francs pour avoir publié deux caricatures sans l'autorisation de l'administration. Le 8 juillet suivant, il est condamné à la même peine pour avoir signé et publié un article irrévérencieux à l'encontre de Napoléon III. En outre, le jugement ordonne la suppression du Hanneton.
La même année, Louis Ariste est poursuivi pour des faits analogues en tant que rédacteur à L'Émancipation de Toulouse. Inculpé d'offense à la personne de l'empereur, il est condamné le 5 novembre à une amende de cent francs, portée ensuite à mille francs après l'appel a minima du ministère public. En mars 1869, Ariste publie une brochure consacrée au tribun républicain Léon Gambetta, ce qui lui vaut une nouvelle condamnation pour insulte envers la personne de l'empereur. Ayant publié un compte-rendu du procès jugé « infidèle » par les autorités, il est frappé d'une nouvelle amende le 13 avril suivant.
En 1870, Louis Ariste succède à Lissagaray en tant que rédacteur en chef de L'Avenir d'Auch. L'un de ses articles est à nouveau jugé offensant envers Napoléon III et lui vaut une amende de 2000 francs ainsi qu'un mois de prison.
Après la Guerre franco-allemande de 1870 et la Commune, Ariste poursuit sa collaboration à L'Émancipation de Duportal. Il écrit aussi pour La Gironde (1871), La Presse (1875), La Tribune (1876) et Le Rappel (1888).
Conseiller municipal de Toulouse au début de la Troisième République, il se présente à une élection cantonale partielle en juillet 1876. Sa profession de foi critique l'élection du Sénat au suffrage indirect, ce qui montre son orientation radicale. Devancé par l'ancien maire Léonce Castelbou et par un autre républicain, Théophile Huc, Louis-Ariste Passerieu se désiste du second tour au profit de Castelbou. Huc fait de même, ce qui facilite l'élection de Castelbou comme conseiller général du canton de Toulouse-Nord face au candidat de la droite monarchiste, le bonapartiste Victor Gesta.
Vers la fin des années 1880, Louis Ariste fonde Le Midi républicain de Toulouse, qu'il dirige pendant de nombreuses années.
Le 10 septembre 1925, le sénateur Maurice Sarraut, directeur de La Dépêche de Toulouse, lui remet la Légion d'honneur.
Doyen des journalistes français, Louis-Ariste Passerieu est dans sa 96e année lorsqu'il meurt, le 25 août 1937, à Ax-les-Thermes. Ses obsèques ont lieu le 28 août à Toulouse, en présence du maire, Antoine Ellen-Prévot, et de nombreuses autres personnalités de la politique et de la presse. Il était membre de plusieurs associations de journalistes.

## Œuvres
- Le Signal d'alarme à l'usage des voyageurs en chemin de fer, invention de M. Cadars, Paris, La Fraternité, 1864, 71 p.
- Les Insulteurs de la presse, Paris, Armand, 1868, 16 p.
- Gambetta, Paris, Plataut et Roy, 1869, 35 p.
- Biographie de Frédéric Thomas (5e édition), Castres, 1876.
- (Avec Louis Braud) Histoire populaire de Toulouse depuis les origines jusqu'à ce jour, Toulouse, 1898.